# Ferula rigidula
Ferula rigidula là một loài thực vật có hoa trong họ Hoa tán. Loài này được Fisch. ex DC. mô tả khoa học đầu tiên năm 1830.